# Olše srdčitá

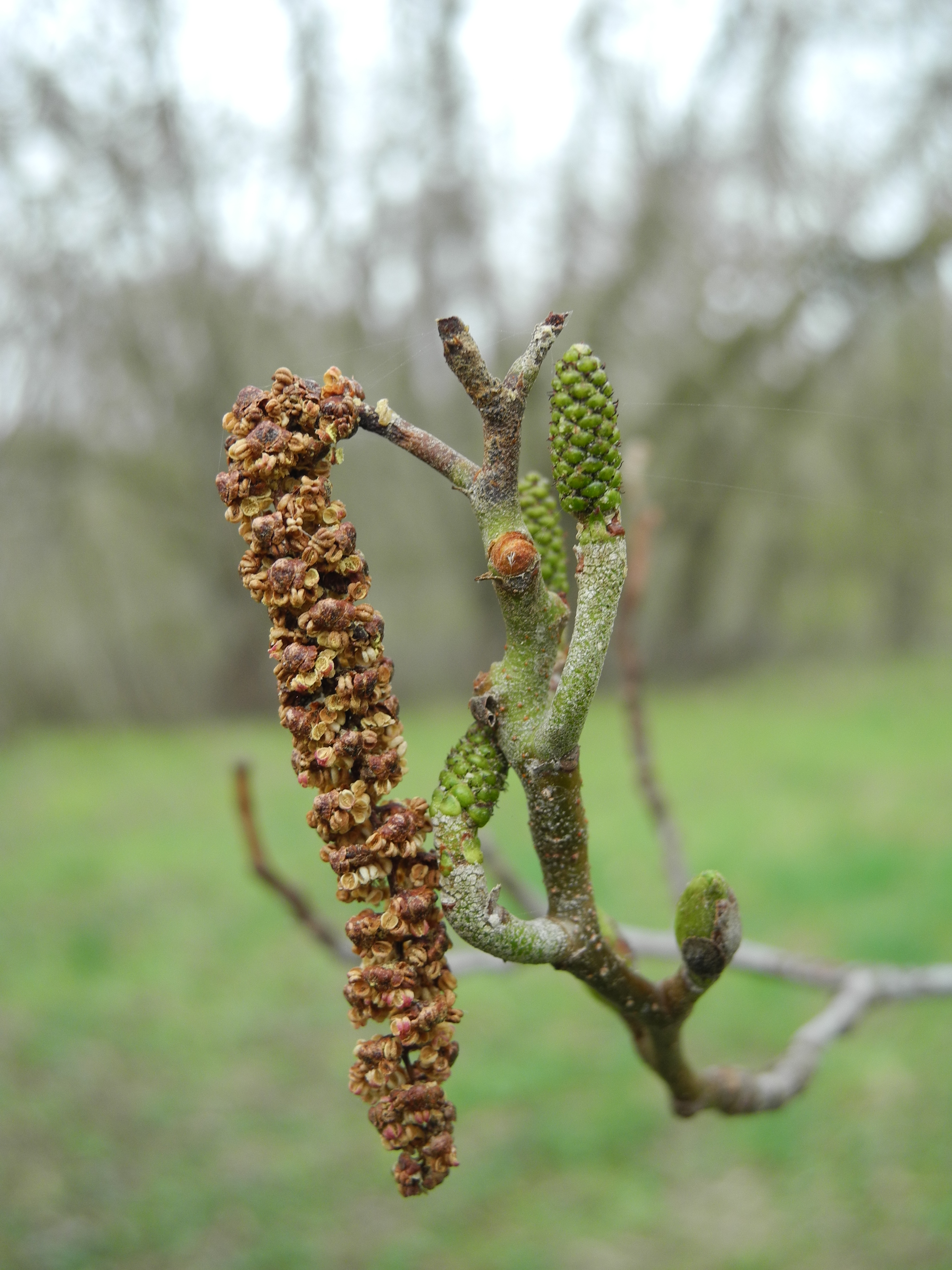
Samčí květenství jehněda

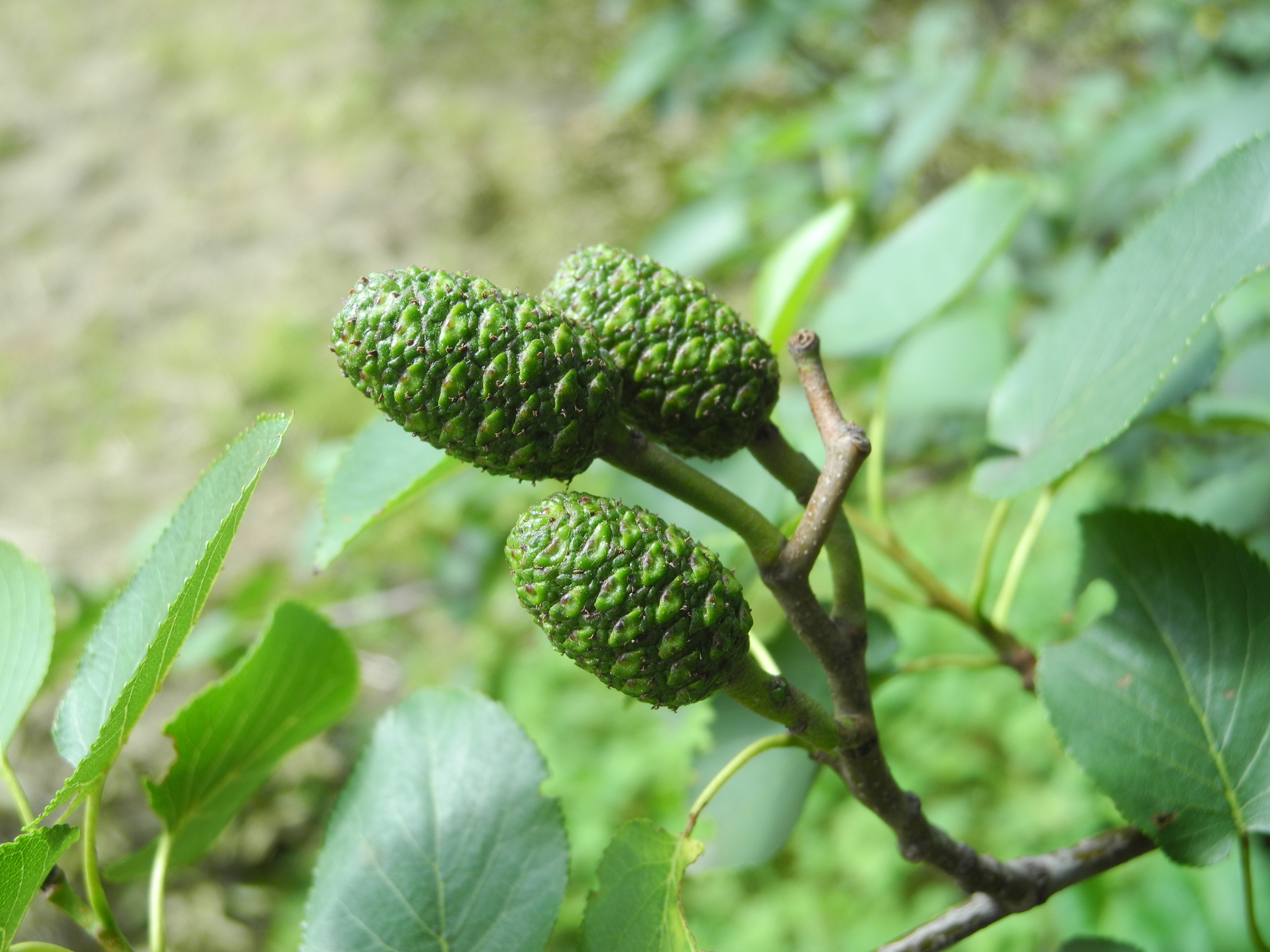
Nezralé samičí šištice

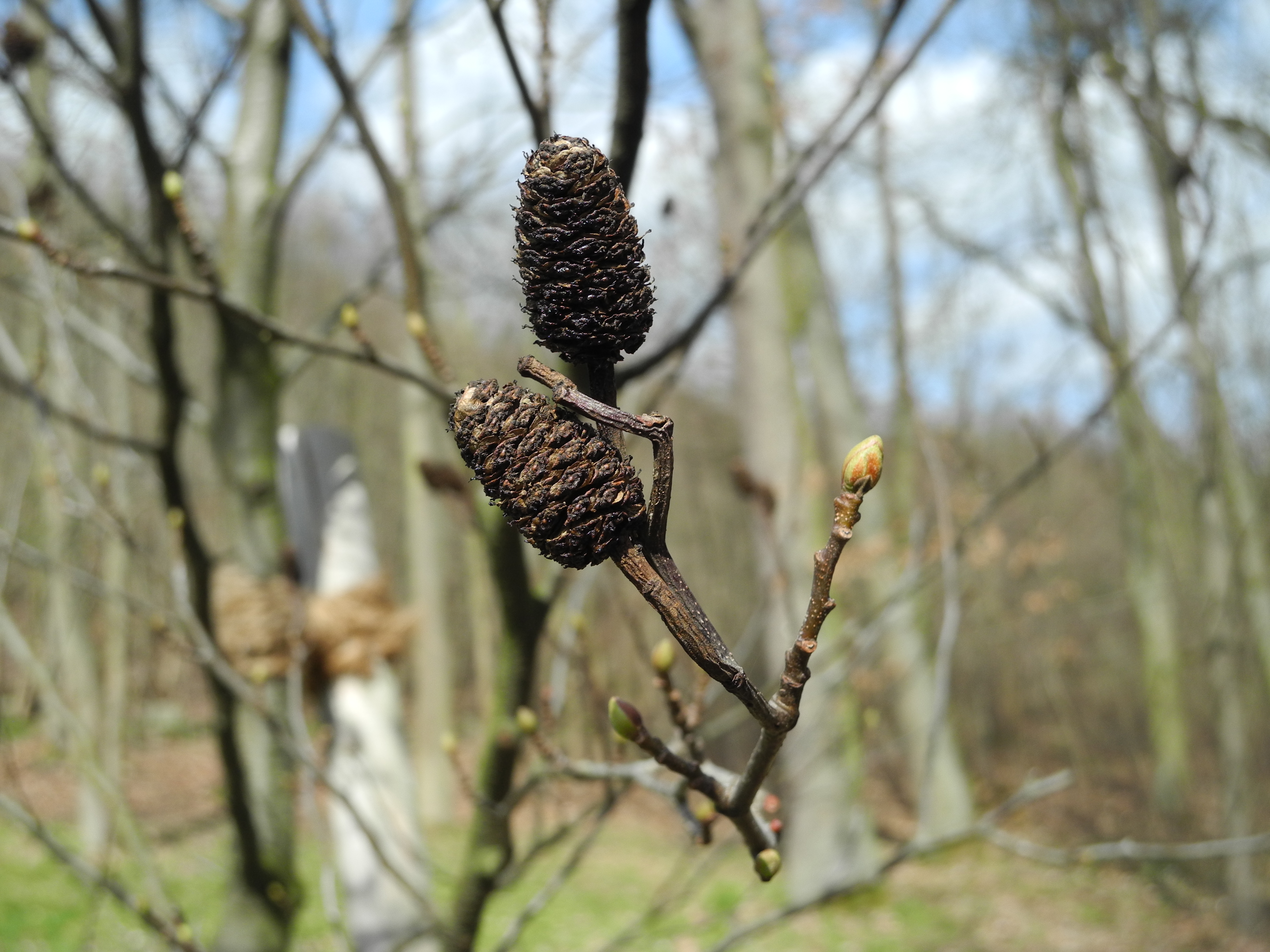
Zralé samičí šištice

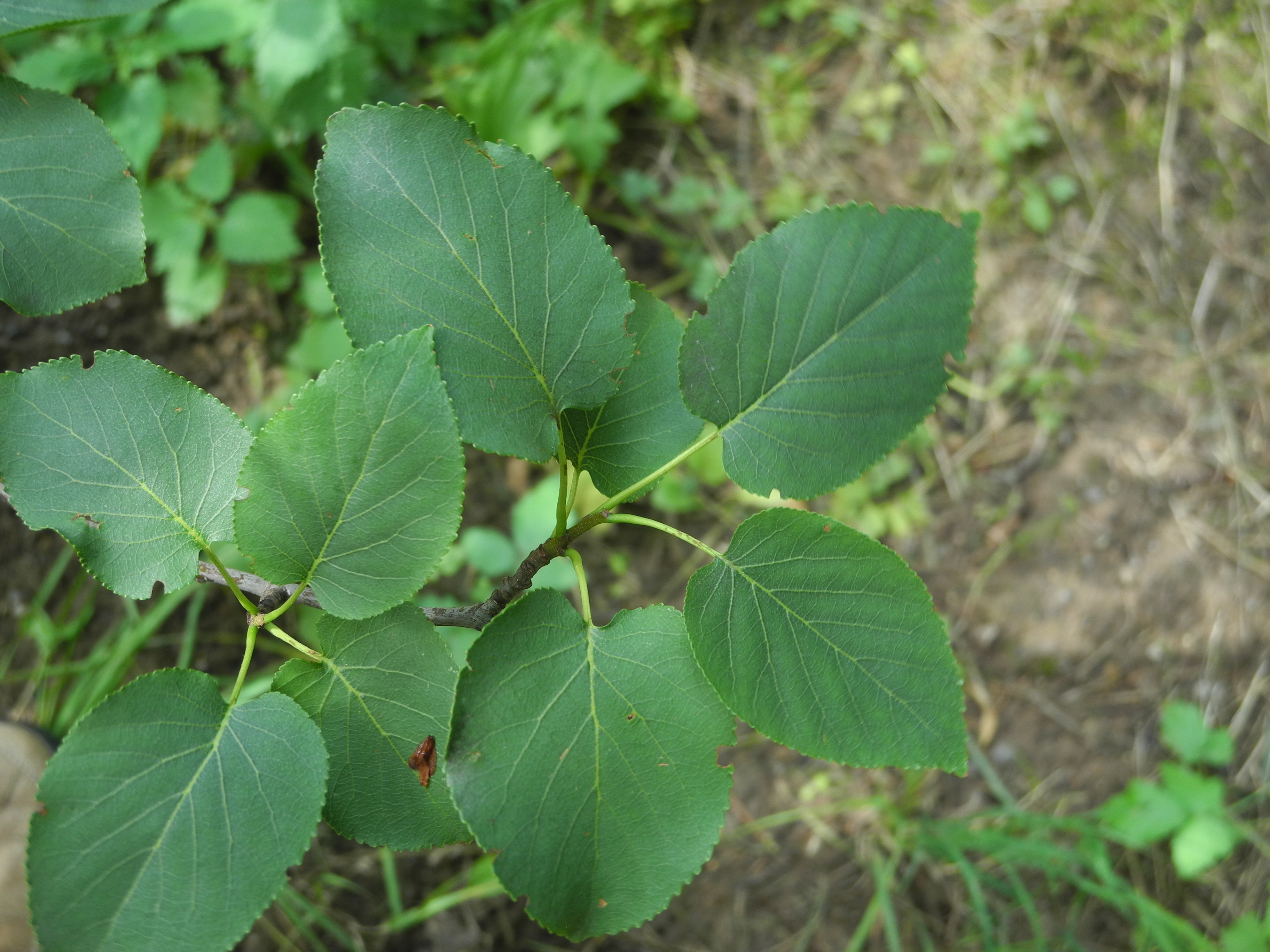
Srdčité listy

Rozšíření olše srdčité

Olše srdčitá (Alnus cordata) je nenáročný listnatý strom vysoký až 25 m, rozšířený v jižní Evropě. Tato jednodomá dřevina je schopná, za pomoci na kořenech usazených bakterií vázajících vzdušný dusík, rychle kolonizovat i málo úrodné půdy.

## Rozšíření
Strom s opadavými listy, jenž pochází a přirozeně vyrůstá ve středomořské oblasti. Jeho areál se rozkládá na západě hornaté jižní Itálie, na francouzské Korsice a v západní Albánii. Pro svou podobnost s východněji rostoucími druhy, např. s olší kavkazskou (Alnus subcordata), je považována za reliktní druh z  období třetihor. Dnes je nejvíce těchto stromů v jižních italských regionech Basilicata a Kalábrie, kde byly hojně využívány pro lesnické účely již v minulosti.
Koncem 20. století začala být olše srdčitá vysazována v Itálii v severních Apeninách, jižních Alpách a na Sardinii. Její plantáže byly založené také ve Francii, v Portugalsku, Nizozemí a na Britských ostrovech. Mimo Evropu je pokusně vysazena i na Novém Zélandu a v jihoamerickém Chile. V Česku se sází jen málo, má pouze sbírkový význam, roste např. v Dendrologické zahradě v Průhonicích.

## Ekologie
Tento rychle rostoucí druh je méně závislý na vlhkém stanovišti okolo vodních toků a nádrží než jiné druhy olší, proto dobře roste i ve středomořských podhorských oblastech v nadmořské výšce 300 až 1600 m n. m. Preferuje ale místa s ročním průměrem dešťových srážek nejméně 1000 mm. Toleruje blízkou mořskou expozicí, snáší i krátkodobý pokles zimní teploty k -10 °C. Typická místa přirozeného výskytu jsou luhy, břehy rybníků, močály a bažinaté louky. Vyhovují jí nakyslé humózní půdy s vysoko sahající spodní vodou, často se vyskytuje v trvale zamokřených oblastech.
Je světlomilný druh, který při dostatku vláhy snese částečné zastínění. Mladé listy raší v březnu, tehdy mívají téměř oranžovou barvu a vytrvávají na stromech až do prosince, před opadem se zbarvují dožluta. Plody začíná tvořit ve věku deseti až dvanácti let. Za příhodných podmínek roste velmi rychle, za patnáct let může strom dorůst až do výšky 20 m.
Roste na většině půd, včetně lidským přičiněním silně degradovaných, největší přírůstky má na vápencovém podloží. Její malá vybíravost v jakosti půdy souvisí se schopností vytvářet svými kořeny symbiotický vztah s bakteriemi získávajícími dusík ze vzduchu. Na koříncích rostliny jsou drobné korálkovité výrůstky obsazené bakteriemi druhu Frankia alni, které dokáži zachycovat vzdušný dusík a následně jej poskytovat jak mateřskému stromu, tak přebytky zásobovat okolní půdu.
Strom se chová se jako průkopnický druh, rychle se šíří na neobsazená místa, kde často vytváří čisté jednodruhové porosty. Druh lze nalézt mezi prvými stromy rostoucí na stanovištích po závažné disturbanci půdy, po požáru nebo sesuvu. Jinak běžně vyrůstá jako příměs v lesích s dubem cerem, bukem lesním, borovici černou nebo kaštanovníkem setým. Ve vlhkých oblastech vytváří společně s olší lepkavou jen s obtížemi průchodné pobřežní houštiny.

## Popis
Opadavý, jednodomý strom vyrůstající obvykle do výšky 25 m, ojediněle až 30 m, jeho rovný kmen dosahuje největšího průměru 70 až 80 cm. Koruna stromu je kompaktní, hustá, široce košatá a mívá pyramidální tvar. Kůra mladých jedinců je nazelenale šedá, hladká a porostlá mnoha lenticelami, starší mají kůru světle hnědošedou a rozbrázděnou podélnými puklinami. Letorosty jsou olivově zelené až červenohnědé, mírně hranatého tvaru a slabě lepkavé. Pupeny listů jsou kryté dvěma červenohnědými šupinami.
Listy s řapíky dlouhými 2 až 3 cm vyrůstají střídavě a v mládi jsou lepkavé. Jejich čepel je dlouhá od 6 po 12 cm a široká 5 až 8 cm, bývá eliptického až vejčitého tvaru, na bázi je srdčitě vykrojená a na vrcholu zaoblená či někdy krátce zašpičatělá, po obvodě jemně vroubkovaná. Oboustranně je lysá, na lícní straně bývá leskle zelená, na rubové je o málo světlejší a v paždí šesti až osmi párů postranních žilek zpeřené žilnatiny má chomáčky žlutohnědých chloupků.
Květy jsou jednopohlavné a obé pohlaví mají květenství odlišných tvarů, které vyrůstají na stejném jedinci. Samčí květenství, svěšené jehnědy se vytvářejí již během léta, plně vyvinuté jsou až příští rok na jaře v době těsně před rašením listů. Tehdy jsou žlutohnědé a dosahují délky od 5 do 11 cm, po vyprášení pylu dostanou barvu nachově hnědou a visí na stromech až do příchodu zimy. V jehnědách jsou samčí květy obvykle sdružené do trojic, každý květ mívá čtyřčetné srostlé okvětí a čtyři tyčinky s lysými prašníky obsahující pyl.
Samičí květenství jsou vzpřímeně rostoucí, zelené, válcovité či vejcovité šištice velké 1,5 až 3 cm, jež mají tlusté stopky a po dozrání zhnědnou. Obsahují ve dvojicích rostoucí květy bez okvětí, každý se dvěma dlouhými, nitkovitými, červenofialovým bliznami na krátkých čnělkách a s dvoupouzdrým semeníkem. K opylení, při němž je pyl z prašníků na blizny přenášen větrem, dochází ještě před vyrašením listů v březnu či dubnu.
Plody jsou hnědé nažky s blanitým lemem nahrazujícím křídlo, které jsou uložené ve 2 až 3 cm velkých oválných šiškách. Ty jsou zprvu zelené, později zhnědnou, zdřevnatí a podobají se běžným malým šiškám jehličnanů. S příchodem zimy se jejich tmavohnědé dřevnaté šupiny otevřou a jednosemenné nažky, velké asi 5 mm, postupně vypadávají a jsou rozptylovány větrem, vyprázdněné šišky setrvávají dále na stromech ještě téměř rok.

## Význam
Olše srdčitá rychle roste a je často používána k zalesňování početných míst v Apeninách, Albánii i na Sardinii. Díky kuželovitému tvaru koruny a hustě olistěným větvím vypadá elegantně a vysazuje se i jako stínící strom v parcích či podél městských ulic. Stromy mají velké množství listů, které se po podzimním opadu na zemi dobře rozkládají a obohacují tak okolní půdu o humus.
Její dřevo je měkké, pevné a snadno se štípe, dobře se lepí, je stejnoměrné bez výrazných letokruhů a barevně odlišeného jádra. Má rovná vlákna, většinou je žluté nebo narůžovělé až světle červenohnědé s tmavými proužky, používá se pro výrobu nábytku a okenních rámů. Namořené olšové dřevo je dokonalou imitaci mahagonu či palisandru, za které také bývá podvodně vydáváno. Dřevo dále sloužívá pro drobné výrobky, dobře se opracovává, brousí i leští, vzdoruje vlhkosti, má stálý tvar a je trvanlivé, napadá jej však dřevokazný hmyz. Objemová hmotnost vysušeného dřeva je 6300 kg/m³.
Je jednou z nejoblíbenějších dřev pro řezbáře, zhotovují se z něho sochy, plakety, hračky, kuchyňské potřeby, dřevěné mísy, tužky a pastelky, koryta pro zvířata i necky. Dřevo je vhodné k výrobě dřevotřískových desek, využívá se pro uzení masa a ryb, vyrábí se z něho kvalitní dřevěné uhlí. Výhřevnost suchého dřeva, jež nekouří, se pohybuje okolo 2100 kW/m³. Ponořeno ve vodě je dlouho trvanlivé, brzy se ale rozkládá, když je střídavě vystaveno vzduchu a vodě.